# Arfak-Mausnasenbeutler

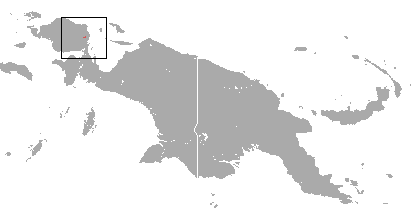
Das Verbreitungsgebiet des Arfak-Mausnasenbeutlers

Der Arfak-Mausnasenbeutler (Microperoryctes aplini) ist eine Beuteltierart, die im Arfakgebirge im Osten der Vogelkop-Halbinsel vorkommt.
Der Artzusatz im wissenschaftlichen Namen ehrt den australischen Zoologen Ken Aplin.

## Merkmale
Der Arfak-Mausnasenbeutler erreicht eine Kopfrumpflänge von 14 bis 16 cm und hat einen 11,5 bis 12 cm langen Schwanz. Damit ist die Art die kleinste Nasenbeutlerart. Das Gewicht der Tiere ist unbekannt. Das Fell ist auf dem Rücken hellbraun, mit einem auffälligen dunklen Mittelstreifen, der Bauch  ist graubraun mit einem cremeweißen Mittelstreifen. Der Schwanz ist relativ lang und oben braun und unten cremeweiß gefärbt. Das letzte Sechstel des Schwanzes ist weiß.

## Lebensraum und Lebensweise
Die Tiere leben in Wäldern im Arfakgebirge im Osten der Vogelkop-Halbinsel. Die einzigen vier bisher bekannten Exemplare wurden an zwei Fundstellen in Höhen von 1800 und 2200 Metern gefangen. Das gesamte Verbreitungsgebiet ist kleiner als 3000 km². Über das Verhalten, die Ernährung und die Fortpflanzung ist bisher nichts bekannt. Wie beim Weyland-Mausnasenbeutler (Microperoryctes murina) erinnern Morphologie der Füße und das sehr weiche Fell an die Verhältnisse bei gleich großen, teilweise unterirdisch lebenden Kleinsäugern. Möglicherweise lebt der Arfak-Mausnasenbeutler teilweise grabend unter der Erde.

## Gefährdung
Der Arfak-Mausnasenbeutler wird derzeit als gefährdet (vulnerable) eingestuft. Es ist nur ein einziges Verbreitungsgebiet bekannt, das wahrscheinlich sehr klein, möglicherweise kleiner als 20 km², ist.